# Urbana, Illinois
Urbana, Illinois là một thành phố thủ phủ quận Champaign trong bang Illinois, Hoa Kỳ. Thành phố có tổng diện tích  km², trong đó diện tích đất là  km². Theo điều tra dân số Hoa Kỳ năm 2010, thành phố có dân số 41.250 người. 
Urbana là thành phố đông dân thứ mười ở Illinois ngoài khu vực trung tâm Chicago.
Hầu hết trường Đại học Illinois tại Urbana-Champaign có khu trường sở nằm ở đây.
Theo điều tra dân số Hoa Kỳ năm 2000 Văn phòng, thành phố có tổng diện tích là 10,5 dặm vuông (27  km²), trong đó có 0,10% là nước trong cơ thể. Bản đồ quy hoạch thành phố từ tháng 1 năm 2010 cho thấy tổng diện tích là 11,7 dặm vuông (30  km²).
Urbana giáp giới với thành phố Champaign. Khuôn viên chính của trường Đại học Illinois nằm trên biên giới hai thành phố này. Cùng nhau, hai thành phố này thường được gọi là Urbana-Champaign (chỉ được sử dụng bởi Đại học), Champaign-Urbana (việc sử dụng phổ biến hơn, do kích thước lớn hơn của Champaign) hoặc biệt danh "Chambana". Urbana, Champaign, và ngôi làng gần đó của Savoy hình thành nên vùng đô thị Champaign-Urbana.